# 임종성
임종성(林鍾聲, 1965년 8월 5일~)은 대한민국의 정치인이다. 
경기도의회 의원을 거쳐 제20·21대 국회의원을 지냈으나 공직선거법 위반 혐의로 대법원에서 징역형 집행유예가 확정돼 의원직을 상실했다.

## 학력
- 광주국민학교 졸업
- 광주중학교 졸업
- 성일고등학교 졸업
- 경원전문대학 실내건축 졸업
- 한양대학교 행정자치대학원 사회복지학 석사

## 경력
- 제29대 광주청년회의소 회장
- 경기도 광주시 청소년오케스트라 단장
- 경기도 광주시 학교운영위원협의회장
- 무상급식 실현 광주시운동본부 공동대표
- 민주당 경기도당 청년위원장
- 2008년 6월 4일: 2008년 상반기 재보궐선거 당선(민선 4기, 경기 광주시 제1선거구, 통합민주당, 초선)
- 2008.06~2010.06: 제7대 경기도의회 의원(민선 4기, 경기 광주시 제1선거구, 통합민주당→민주당, 초선)
- 2010년 6월 2일: 제5회 전국동시지방선거 당선(민선 5기, 경기 광주시 제1선거구, 민주당, 재선)
- 2010.07~2012.01: 제8대 경기도의회 의원(민선 5기, 경기 광주시 제1선거구, 민주당→민주통합당)
- 2012.01~2012.03: 제19대 국회의원 선거 경기 광주시 민주통합당 국회의원 예비후보
- 2016.03~2016.08: 더불어민주당 부대변인
- 2016년 4월 13일: 대한민국 제20대 국회의원 선거 당선(경기 광주시 을, 더불어민주당, 초선)
- 2016.05~2024.02: 국회 규제개혁포럼 공동대표
- 2016.05~2024.05: 더불어민주당 경기도당 광주시 을 지역위원회 위원장
- 2016.11~2017.05: 더불어민주당 국민통합위원회 상임부위원장
- 2017.05~2018.09: 더불어민주당 제3사무부총장→조직사무부총장
- 2017.08~2018.06: 제7회 전국동시지방선거 더불어민주당 선거기획단 위원
- 2019.05~2020.05: 더불어민주당 원내부대표
- 2020년 4월 15일: 대한민국 제21대 국회의원 선거 당선(경기 광주시 을, 더불어민주당, 재선)
- 2020.09~2024.02: 더불어민주당 4050특별위원회 위원장
- 2022.08~2024.02: 더불어민주당 경기도당 위원장
- 2022.09~2024.02: 더불어민주당 세계한인민주회의 수석부의장

### 의정 활동
- 2016.05~2020.05: 제20대 국회의원(경기 광주시 을, 더불어민주당, 초선)
  - 2016.06~2018.05: 제20대 국회 전반기 국토교통위원회 위원
  - 2017.12~2018.05: 제20대 국회 청년미래특별위원회 위원
  - 2018.07~2020.05: 제20대 국회 후반기 국토교통위원회 위원
  - 2018.09~2018.10: 제20대 국회 헌법재판소 재판관(김기영·이영진) 선출에 관한 인사청문특별위원회 위원
  - 2019.05~2019.07: 제20대 국회 후반기 운영위원회 위원
  - 2019.08~2020.05: 제20대 국회 후반기 운영위원회 위원
  - 2019.08~2020.05: 제20대 국회 후반기 예산결산특별위원회 위원
  - 2019.08: 제20대 국회 정치개혁 특별위원회 위원

- 2020.05~2024.02: 제21대 국회의원(경기 광주시 을, 더불어민주당, 재선)
  - 2020.06~2022.05: 제21대 국회 전반기 환경노동위원회 위원
  - 2020.06~2022.05: 제21대 국회 전반기 예산결산특별위원회 위원
  - 2022.07~2024.02: 제21대 국회 후반기 문화체육관광위원회 위원
  - 2022.07~2022.11: 제21대 국회 후반기 예산결산특별위원회 위원

## 대통령 선거 관련 금품 제공
2022년 2월에서 3월 간 임종성은 제20대 대통령선거 선거운동과 관련하여 금품을 제공하였다. 2022년 9월 7일 공직선거법위반(매수) 죄로 불구속 기소되었다.

## 역대 선거 결과
|  | 20.44% |

|  | 42.96% |

|  | 56.27% |

|  | 56.18% |

|  | 56.8% |

## 가족 관계
- 아버지: 임성균(1933년~2016년 3월 29일)
- 어머니: 전경희(~2020년 5월 2일)

## 소속 정당
| 소속 정당 | 소속 정당      | 소속 기간 | 비고      |
| --------- | -------------- | --------- | --------- |
|           | 민주당         | 2006~2007 | 정계 입문 |
|           | 중도통합민주당 | 2007      | 합당      |
|           | 무소속         | 2007      | 탈당      |
|           | 대통합민주신당 | 2007~2008 | 창당      |
|           | 통합민주당     | 2008      | 합당      |
|           | 민주당         | 2008~2011 | 당명 변경 |
|           | 민주통합당     | 2011~2013 | 합당      |
|           | 민주당         | 2013~2014 | 당명 변경 |
|           | 새정치민주연합 | 2014~2015 | 합당      |
|           | 더불어민주당   | 2015~현재 | 당명 변경 |

## 같이 보기
- 광주시 을
- 경기 광주시의 국회의원